# Saint-Amand-sur-Sèvre
 Saint-Amand-sur-Sèvre  es una población y comuna francesa, situada en la región de Poitou-Charentes, departamento de Deux-Sèvres, en el distrito de Bressuire y cantón de Mauléon.

## Demografía
| 1380 | 1281 | 1205 | 1211 | 1265 | 1229 |
| Para los censos de 1962 a 1999 la población legal corresponde a la población sin duplicidades (Fuente: INSEE [Consultar]) |      |      |      |      |      |